# Ramses (televisieserie)
RAMSES  is een vierdelige miniserie van Michiel van Erp uit 2014, geproduceerd door De Familie Film & TV. De serie gaat over de jonge jaren van Ramses Shaffy, van begin jaren 60 tot eind jaren 70. De eerste uitzending vond plaats op zaterdag 11 januari 2014 op Nederland 2.

## Rolverdeling
| Acteur             | Personage      |
| ------------------ | -------------- |
| Maarten Heijmans   | Ramses Shaffy  |
| Noortje Herlaar    | Liesbeth List  |
| Thomas Cammaert    | Joop Admiraal  |
| Hanne Arendzen     | Maria          |
| Xander van Vledder | Cees Nooteboom |
| Elise van 't Laar  | Loesje Hamel   |

## Afleveringen
| Afl. | Titel                                     | Uitzenddatum          |
| ---- | ----------------------------------------- | --------------------- |
| 1    | De Trein naar het Noorden                 | 11 januari 2014 20:20 |
| 2    | Hallelujah Amsterdam                      | 18 januari 2014 20:20 |
| 3    | Ik drink                                  | 25 januari 2014 20:20 |
| 4    | Zing-Vecht-Huil-Bid-Lach-Werk en Bewonder | 1 februari 2014 20:20 |

## Prijzen en nominaties
| Jaar | Nominatie             | Categorie                       | Persoon          | Resultaat |
| ---- | --------------------- | ------------------------------- | ---------------- | --------- |
| 2014 | Zilveren Nipkowschijf | Beste tvprogramma 2013-2014     |                  | Winnaar   |
| 2014 | Zilveren Krulstaart   | Beste scenario tv-serie         | Marnie Blok      | Winnaar   |
| 2014 | Gouden Kalf           | Beste televisiedrama            |                  | Nominatie |
| 2014 | Gouden Kalf           | Beste acteur in televisiedrama  | Maarten Heijmans | Winnaar   |
| 2014 | Prix Europa           | Best European TV Fiction Serial |                  | Winnaar   |
| 2015 | De TV-Beelden         | Beste dramaserie                |                  | Winnaar   |
| 2015 | De TV-Beelden         | Beste hoofdrol (m/v)            | Maarten Heijmans | Winnaar   |
| 2015 | De TV-Beelden         | Beste bijrol (m/v)              | Thomas Cammaert  | Nominatie |
| 2015 | De TV-Beelden         | Beste bijrol (m/v)              | Noortje Herlaar  | Winnaar   |
| 2015 | Emmy Awards           | Beste acteur                    | Maarten Heijmans | Winnaar   |